# Rayapinus
Rayapinus is een geslacht van kreeftachtigen uit de klasse van de Malacostraca (hogere kreeftachtigen).

## Soort
- Rayapinus maenosonoi Rahayu & Ng, 2014